# لاک-اتشومن، کبک
لاک-اتشومن (به فرانسوی: Lac-Etchemin) شهری در منطقه شهری له اتشمن ناحیه شودییر-آپالاش در استان کبک کانادا است. در سرشماری سال ۲۰۱۱ این شهر ۴٬۰۳۷ نفر جمعیت داشته‌است و مساحت آن ۱۶۰٫۵۷ کیلومتر مربع است.